# Blesila
Blesilao Blaesilla (364–384), fue una viuda romana y discípula de san Jerónimo. La Iglesia católica venera su santoral el 22 de enero. Nacida de una rica familia senatorial de Roma, era la hija mayor de Paula de Roma y hermana de Eustoquia, quienes pertenecían a un grupo de adineradas mujeres cristianas que seguían las enseñanzas de Jerónimo. Blesila enviudó a los 18 años, e inicialmente disfrutó de su libertad como viuda, pero tras una fiebre que puso en peligro su vida, se convirtió en «una mujer cambiada» y una asceta severa, practicando el ayuno como disciplina espiritual. Tal extremo ayuno la debilitó dramáticamente y murió apenas cuatro meses después, a la edad de 20 años.
La muerte de Blesila fue causa de una «amarga controversia» en Roma,en la que muchos romanos culparon a Jerónimo por su muerte y exigieron que fuera expulsado de Roma. Con el tiempo, Jerónimo abandonó Roma, junto con la madre y la hermana de Blesila, para vivir como asceta en Tierra Santa. La mayor parte de lo que se conoce sobre la vida de Blesila proviene de los escritos de Jerónimo, en los que describió su piedad y su virtud. Inspiró también a Jerónimo a que tradujera el libro del Eclesiastés. Escritores e investigadores modernos han relacionado a Blesila con el trastorno alimentario de la anorexia nerviosa. Ha sido llamada una «antigua mujer que se mató de hambre en nombre de Cristo» y «la primera víctima de la anorexia nerviosa, descrita en la literatura», y ha sido comparada con pacientes modernas con tal diagnóstico.

## Vida

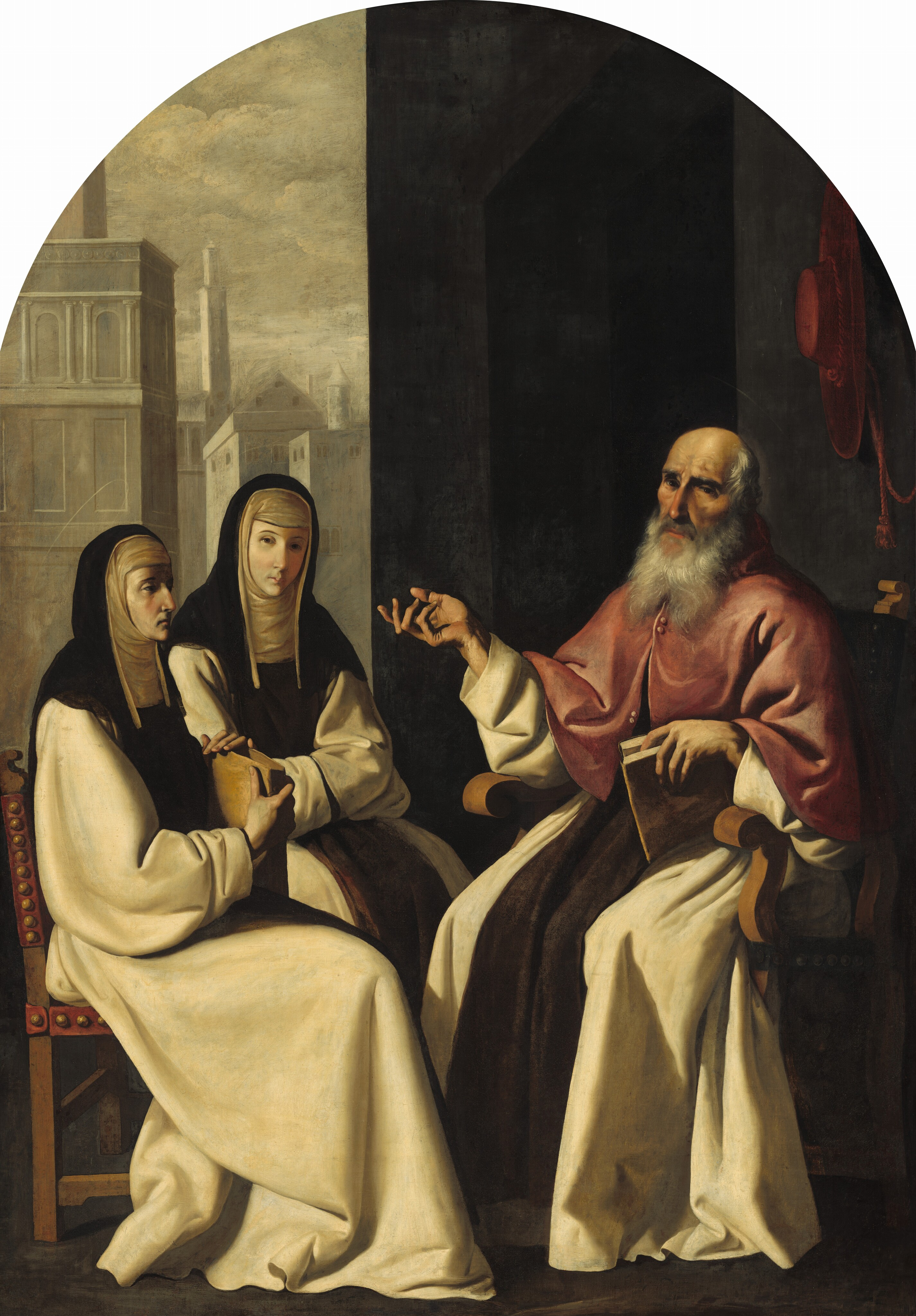
San Jerónimo, Santa Paula y Santa Eustoquia, en la Galería Nacional de Arte de Washington.

Blesila nació en Roma en 364, en el seno de una acaudalada familia aristocrática, hija mayor de Paula de Roma, viuda de Toxocio, senador romano. El hermano de Toxocio había sido vicario de Roma y procónsul de África. Blesila tenía tres hermanas, una de las cuales era Eustoquia. Tanto Paula como Eustoquia fueron parte de «la vigorosa comunidad cristiana» de Roma durante el siglo IV, conformada por mujeres adineradas como Paula o Asela, y que recibían consejo de Jerónimo. Blesila fue descrita como «una joven hermosa y talentosa a la que le encantaba la vida alegre de la aristocrática Roma», amante del teatro, las cenas y socializar con otros jóvenes.
Cuando Blesila cumplió 18 años, se casó con Furio, un hijo de Ticiana, que era devotamente cristiano como la madre de Blesila. Furio, sin embargo, murió siete meses después de la boda, dejándola una viuda adinerada. Blesila lloró su muerte, pero como señala la historiadora Joyce E. Salisbury, era demasiado joven para «renunciar a la emocionante vida que amaba», viviendo como lo hacían otras viudas jóvenes en la época, gastando generosamente su tiempo y dinero en vestidos, apariencia y fiestas, y disfrutando su libertad como viudas. Jerónimo, que propugnaba el ascetismo y el ayuno extremo como prácticas espirituales pues creía que ayudaba a sus discípulos a controlar su carne y centrarse más en Dios, la reprendió por «su vida frívola».
Poco después de la muerte de su esposo, Blesila enfermó de fiebre. Al recuperarse se convirtió en «una mujer cambiada». En palabras de Joan Carroll Cruz, Blesila había «cedido a las instigaciones de la gracia»  y decidió pasar «el resto de su corta vida en gran austeridad». Estudió las Sagradas Escrituras, aprendió a hablar griego con perfecto acento, aprendió hebreo en unos pocos meses, y llevaba consigo libros a dondequiera que iba y le pedía a Jerónimo que escribiera comentarios para que los pudiera estudiar. Jerónimo, hablando del talento intelectual de la joven, dijo: «¿Quién puede recordar sin un suspiro la seriedad de sus oraciones, lo brillante de su conversación, la tenacidad de su memoria y la rapidez de su intelecto?» Blesila se convirtió en asceta, vistiendo ropas sencillas y participando en ayunos extremos que la debilitaron dramáticamente. El historiador John Matthews ha conjeturado que el comportamiento de Blesila se debía a la depresión y era una respuesta a una enfermedad que la tuvo cerca de la muerte. Su familia se alarmó por el deterioro de su salud. Blesila no pudo soportar las exigencias que su ascetismo ponía sobre su cuerpo y murió en cuestión de cuatro meses, en 384, a la edad de 20 años  La fiesta de Blesila se celebra el 22 de enero.

## Legado
Los historiadores Finley Hooper y Matthew Schwartz han descrito que la muerte de la joven provocó una «amarga controversia» en Roma. Según Salisbury, muchos en Roma estaban indignados por la prematura muerte de Blesila y culparon a Jerónimo. Según Jerónimo en una de sus cartas a Paula, en la que describía la muerte de Blesila, Paula quedó tan consternada por el dolor durante el funeral que se desplomó durante la procesión y tuvo que ser llevada inconsciente. El historiador John Matthews sugiere que la respuesta de Paula se debió a su propio ascetismo y que estaba débil a su vez por la falta de comida. Jerónimo, en un intento por consolarla, proclamó a Blesila «la vencedora en la lucha contra Satanás». Gran parte de la población romana estaba furiosa con Jerónimo por su parte en la muerte prematura de tan vivaz joven, y la insistencia del santo a Paula en que no debía llorar a Blesila, y quejas de que el dolor de la mujer era excesivo, fueron vistas como una opinión romana despiadada y polarizadora contra él. De no ser por los escritos de Jerónimo, en los que describía su piedad y virtud, se sabría muy poco de Blesila. Cruz reportó que Jerónimo tradujo el libro del Eclesiastés a petición de Blesila.
La muerte de Blesila polarizó la opinión romana contra Jerónimo, a quien culparon de su muerte, afirmando que la había matado el ayuno y exigieron que los monjes fueran expulsados de Roma. Durante su tiempo en Roma, Jerónimo fungió como secretario del papa Dámaso I. Las críticas que hizo Jerónimo al clero de Roma provocaron una mayor hostilidad hacia él por parte de éste y sus partidarios. El papa Dámaso murió en diciembre de 384, y poco después de su muerte se dio inicio a una investigación en la que se cuestionaba la relación entre Jerónimo y Paula, y Jerónimo se vio obligado a abandonar su cargo. Jerónimo dejó Roma y fue a Antioquía, y luego a Jerusalén. Pronto le siguieron Paula y Eustoquia, la hermana menor de Blesila, quienes no parecían culparlo de la muerte de ésta, y en cambio tenían la seguridad de que «había muerto en estado de gracia». Jerónimo pasó los últimos 34 años de su vida viviendo como asceta con el apoyo de Paula, quien fundó un monasterio doble cerca de Belén.
Escritores e investigadores modernos han relacionado a Blesila con el trastorno alimentario de la anorexia nerviosa. Salisbury, por ejemplo, se refirió a Blesila como «esta antigua mujer que se mató de hambre en nombre de Cristo», mientras que el escritor Leonard Shlain dijo de ella que «murió de anorexia». Por su parte, Hooper y Schwartz, críticos de Jerónimo, afirmaron que las creencias de éste sobre el ascetismo y el monaquismo demostraban una actitud que habría de prevalecer en el cristianismo durante siglos. Los investigadores Martine Docx y Paul Govaert describieron a Blesila como «probablemente el primer caso del que haya registro de muerte por anorexia» y como «la primera víctima de anorexia nerviosa, descrita en la literatura». Comparando a pacientes modernas de anorexia con ascetas religiosas del pasado tales como Blesila, afirmaron «el rechazo a la comida tanto en la antigüedad como en la sociedad moderna por parte de la paciente anoréxica es una forma extrema de autodisciplina para buscar una nueva y mejor identidad». Asimismo, afirmaron que el rechazo de la comida ofrecía a ascetas como Blesila «una trascendencia espiritual», mientras que el objetivo de las pacientes modernas era la búsqueda del «cuerpo perfecto». Sugirieron que la motivación de Blesila podría haber incluido también el deseo de ganarse el amor y la aprobación de Jerónimo, su madre y su hermana, de forma muy similar a la forma en que las pacientes modernas se vuelven anoréxicas para ganarse el amor y la aprobación de sus familias y la sociedad.

### Citas
1. 1 2 3 4 5 6  Cruz, Joan Carroll (2015). Lay Saints: Ascetics and Penitents. Charlotte, North Carolina: TAN Books. ISBN 978-0-89555-847-3. OCLC 958120637.
2. 1 2 3 4 5 6 7 8 9  Salisbury, p. 32
3. 1 2  Hooper, Finley; Schwartz, Matthew (1991). Roman Letters: History from a Personal Point of View. Detroit, Michigan: Wayne State University Press. p. 206. ISBN 0-8143-2022-8. OCLC 21196359.
4. 1 2 3 4 5  Salibury, p. 33
5. 1 2  Docx y Govaert, p. 26
6. 1 2  Matthews, John (2009). Roman Perspectives: Studies in Political and Cultural History, from the First to the Fifth Century. Swansea: Classical Press of Wales. p. 264. ISBN 978-1-910589-27-4. OCLC 1004200115.
7. ↑  Matthews, John (2009). Roman Perspectives: Studies in Political and Cultural History, from the First to the Fifth Century. Swansea: Classical Press of Wales. p. 264. ISBN 978-1-910589-27-4. OCLC 1004200115.
8. ↑  Jerónimo, p. 49
9. 1 2  Matthews, John (2009). Roman Perspectives: Studies in Political and Cultural History, from the First to the Fifth Century. Swansea: Classical Press of Wales. p. 264. ISBN 978-1-910589-27-4. OCLC 1004200115.
10. 1 2  Dunbar, Agnes B.C. (1901). A Dictionary of Saintly Women 1. London: George Bell & Sons. p. 123.
11. ↑  Hooper, Finley; Schwartz, Matthew (1991). Roman Letters: History from a Personal Point of View. Detroit, Michigan: Wayne State University Press. p. 206. ISBN 0-8143-2022-8. OCLC 21196359.
12. ↑  Jerónimo, pp. 49–54
13. ↑  Salisbury, J.E.; Lefkowitz, M.R. (2001). "Blaesilla". Encyclopedia of Women in the Ancient World. ABC-CLIO E-Books. ABC-CLIO. pp. 32-33 ISBN 978-1-57607-092-5
14. ↑  Saltet, Louis. "St. Paula." The Catholic Encyclopedia Vol. 11. New York: Robert Appleton Company, 1911. 13 November 2021  Este artículo incorpora texto de esta fuente, la cual está en el dominio público.
15. ↑  Shlain, Leonard (1999). The Alphabet Versus the Goddess: The Conflict Between Word and Image. New York: Penguin. p. 246. ISBN 978-1-101-57391-4. OCLC 859846459.
16. ↑  Hooper, Finley; Schwartz, Matthew (1991). Roman Letters: History from a Personal Point of View. Detroit, Michigan: Wayne State University Press. p. 206. ISBN 0-8143-2022-8. OCLC 21196359.
17. ↑  Docx y Govaert, p. 25
18. ↑  Docx and Govaert, p. 26
19. 1 2 3  Docx y Govaert, p. 27